# Erik XIV.

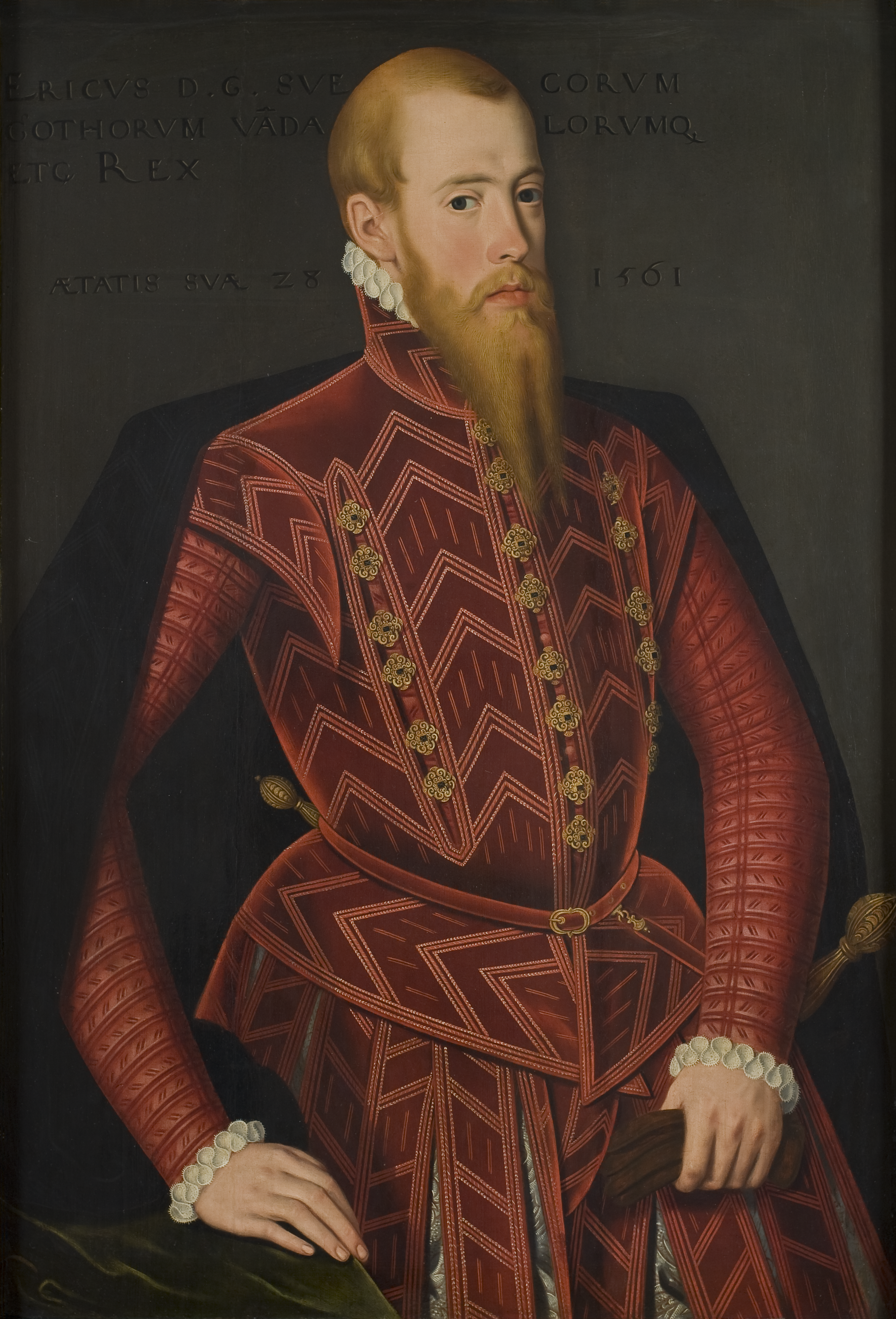
Erik XIV. von Schweden

Erik XIV. (* 13. Dezember 1533 auf der Burg Tre Kronor in Stockholm; † 26. Februar 1577 in Örbyhus bei Uppsala) war von 1560 bis 1569 König von Schweden. Er war der einzige Sohn aus der Ehe zwischen Gustav I. Wasa von Schweden und dessen erster Gemahlin Katharina von Sachsen-Lauenburg.
Durch den Dreikronenkrieg (1563–1570) wurde Schweden zunehmend instabil. Erik XIV. wurde geisteskrank und schließlich durch seinen Bruder Johann abgesetzt und in Gefangenschaft genommen.

## Kindheit und Jugend
Als Erik zwei Jahre alt war, starb seine Mutter. Seine Stiefmutter Margareta Leijonhuvud hatte zu ihm ein gespanntes Verhältnis, weil er in der Thronfolge vor ihrem erstgeborenen Sohn Johann stand. Erik hatte erst einen deutschen Privatlehrer, Georg Norman, und dann einen französischen, den Calvinisten Dionysius Beurreus (1500–1567). Bei beiden erhielt er eine Ausbildung, die so umfassend wie für die damalige Zeit möglich war: Erik erlernte verschiedene Fremdsprachen, war mathematisch begabt, sehr erfahren in Geschichte, ein guter Schreiber und auch etwas vertraut mit Astrologie.
Nachdem er in die Öffentlichkeit getreten war, wurde er bald der „auserwählte König“ genannt, unter anderem weil er allen Klischees eines Schweden entsprach: Erik war blondhaarig, blauäugig, von stattlicher Figur und besaß einen eindrucksvollen Bartwuchs. 1557 erhielt er Kalmar, Kronobergs län und Öland, worauf er auf Schloss Kalmar Hof hielt. Das Verhältnis zu seinem Vater war angespannt und beide spionierten sich gegenseitig aus. Vor allem Eriks Heiratsabsichten mit der englischen Prinzessin Elisabeth Tudor, der späteren Königin Elisabeth I. von England, missfielen Gustav Wasa. Erik hatte schon eine Reise nach England geplant, doch der Tod des Vaters am 29. September 1560 verhinderte diese. Seine späteren Heiratsanträge an Maria Stuart, Renata von Lothringen, Anna von Sachsen und Christine von Hessen wurden abgelehnt.
Es wird außerdem behauptet, dass Gustav I. Wasa dazwischen schwankte, seinem Sohn die Krone zu überlassen oder ihn ins Gefängnis zu werfen, auch weil er seinen ältesten Sohn aus zweiter Ehe, Herzog Johann von Finnland, vorzog.

## Erik XIV. als König
Nach seiner Thronbesteigung 1560 beeilte sich Erik, seine Macht zu festigen, vor allem gegenüber seinen Brüdern, die große Herzogtümer erhalten hatten, ohne dass deren Stellung zum König eindeutig festgelegt war. Erik schuf mit dem Grafen- und Freiherrenstand für seine Anhänger als Ausgleich zur Machtstellung seiner Verwandten. Nach seiner Krönung, am 29. Juni 1561, beschnitt er in den Artikeln von Arboga die politische Macht der Herzöge. Als weitere Schachzüge gegen seinen Bruder Johann, der Herzog von Finnland war, stellte er die Stadt Reval (heute: Tallinn) unter seine Schutzmacht und führte Eroberungsfeldzüge in Estland. Damit kam er seinem Bruder zuvor, der ähnliche Pläne hatte.
Johann wandte sich daraufhin mit der Bitte um Hilfe an den polnischen König Sigismund II. August. Er heiratete dessen jüngere Schwester Katharina Jagiellonica und erhielt gegen eine beträchtliche Geldsumme von 120.000 Talern Ländereien in Livland, deren Lage Eriks Expansionspolitik behinderten. Als Johann Anfang 1563 von Polen nach Turku zurückkehrte, forderte Erik ihn auf zu entscheiden, ob er zu Polen oder zu Schweden stehe. Johann antwortete ausweichend, doch die Äußerungen einer Person aus Johanns Diensten reichten Erik, um ihn am 23. April 1563 wegen Hochverrats anzuklagen. Der Reichstag verurteilte Johann zum Tode, doch nach seiner Gefangennahme wurden er und seine Frau zur Kerkerhaft auf Schloss Gripsholm begnadigt.
Während dieser Bruderstreit anhielt, wurde Erik in den Dreikronenkrieg (1563–1570) mit Dänemark, der deutschen Hanse und Polen-Litauen verwickelt. Erik nahm persönlich an einigen Schlachten teil, konnte sich aber nicht als glorreicher Held oder Heerführer erweisen. Dieser Umstand und der Mangel an anderen geeigneten Feldherren verursachten einen für Schweden weniger günstigen Verlauf des Krieges. Dagegen konnte Eriks Flotte einige bedeutende Siege erringen. 

## Geisteskrankheit des Königs und Tod

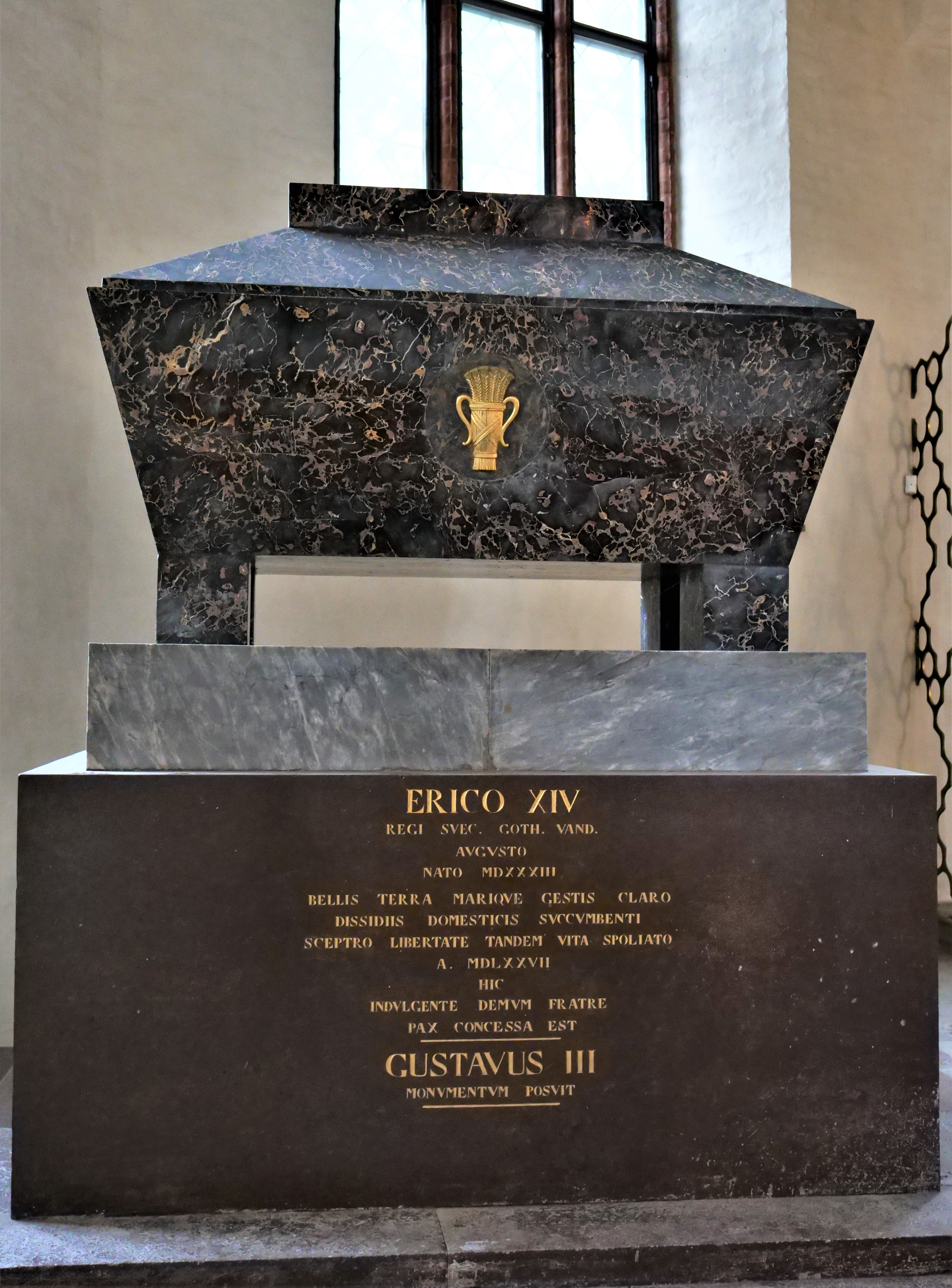
Sarkophag Eriks XIV. im Dom zu Västerås

Innenpolitisch war Erik nicht erfolgreicher. Das Land wurde von der Pest heimgesucht, und ab 1563 begann sich sein Geisteszustand zu verschlimmern. Unter Anzeichen eines ausgeprägten Verfolgungswahnes ließ Erik im Mai 1567 Svante Stensson Sture, dessen beiden Söhne und weitere hohe Adlige wegen angeblichen Hochverrats gefangen nehmen. Nachdem er persönlich Nils Svanteson Sture, den er aufgrund eines Horoskops verdächtigte, ihn vom Thron stoßen zu wollen, erstochen hatte, ließ er den Vater und Bruder und zwei weitere Verwandte durch seine Untergebenen ermorden. Sogar sein geschätzter alter Lehrer Beurreus, der ihn zurückhalten wollte, fiel dieser Tat zum Opfer.  Die sogenannten Sture-Morde verschärften den Konflikt zwischen König und Adel. Gleichzeitig wurde Erik auch beim schwedischen Volk für wahnsinnig gehalten.
Im Herbst 1567 ließ er seinen Halbbruder Johann und dessen Frau Katharina wieder frei. Seine Heirat mit seiner aus einfachen Verhältnissen stammenden Geliebten Karin Månsdotter entfremdete ihn dem Adel zusätzlich. Die Anstrengungen des Krieges, der ständige innenpolitische Streit und seine gescheiterten Heiratsbestrebungen erschöpften Erik so sehr, dass er es nicht mehr schaffte, einem Aufstand des schwedischen Adels 1568 entgegenzuwirken. Am 29. September 1568 wurde er seinerseits nun von Johann gefangen genommen und im Januar 1569 abgesetzt, worauf dieser als Johann III. von Schweden den Thron bestieg.
Nach fast 10-jähriger Haft starb Erik XIV. am 26. Februar 1577 im Schloss Örbyhus. Es wird vermutet, dass er vergiftet wurde. Sein Grab befindet sich im Dom zu Västerås und kann besichtigt werden.

## Familie
Erik XIV. heiratete 1568 die bürgerliche Karin Månsdotter, mit der er vier Kinder hatte:
- Sigrid (* 15. Oktober 1566 auf Schloss Svartsjö; † 24. April 1633 in Liuksiala), ⚭I 1597 Henrik Claesson Tott († 1602/1603); ⚭II 1609 Nils Nilsson Natt och Dag (1554–1613)[4]
- Gustav (* 28. Januar 1568; † 22. Februar 1607),
- Henrik (* 24. Januar 1570; † 1574)
- Arnold (* 1. November 1572; † 1573)

Zudem war er Vater zweier unehelicher Töchter aus einer Beziehung mit Agda Persdotter: Virginia Eriksdotter (* 1. Januar 1559; † 1633) und Constantia Eriksdotter.